# Saint-Émiland
Pour les articles homonymes, voir Émiland.
Saint-Émiland est une commune française située dans le département de Saône-et-Loire, en région Bourgogne-Franche-Comté.

## Géographie

### Climat
Pour des articles plus généraux, voir Climat de la Bourgogne-Franche-Comté et Climat de Saône-et-Loire.
En 2010, le climat de la commune est de type climat des marges montargnardes, selon une étude du Centre national de la recherche scientifique s'appuyant sur une série de données couvrant la période 1971-2000. En 2020, Météo-France publie une typologie des climats de la France métropolitaine dans laquelle la commune est exposée à un climat océanique altéré et est dans la région climatique Lorraine, plateau de Langres, Morvan, caractérisée par un hiver rude (1,5 °C), des vents modérés et des brouillards fréquents en automne et hiver.
Pour la période 1971-2000, la température annuelle moyenne est de 10 °C, avec une amplitude thermique annuelle de 16,9 °C. Le cumul annuel moyen de précipitations est de 911 mm, avec 12,3 jours de précipitations en janvier et 7,3 jours en juillet. Pour la période 1991-2020, la température moyenne annuelle observée sur la station météorologique de Météo-France la plus proche, « St-Maurice-lès-Couches_sapc », sur la commune de Saint-Maurice-lès-Couches à 9 km à vol d'oiseau, est de 11,5 °C et le cumul annuel moyen de précipitations est de 803,5 mm. 
La température maximale relevée sur cette station est de 40,4 °C, atteinte le 12 août 2003 ; la température minimale est de −16,7 °C, atteinte le 20 décembre 2009,,.
Les paramètres climatiques de la commune ont été estimés pour le milieu du siècle (2041-2070) selon différents scénarios d'émission de gaz à effet de serre à partir des nouvelles projections climatiques de référence DRIAS-2020. Ils sont consultables sur un site dédié publié par Météo-France en novembre 2022.

## Urbanisme

### Typologie
Au 1er janvier 2024, Saint-Émiland est catégorisée commune rurale à habitat dispersé, selon la nouvelle grille communale de densité à sept niveaux définie par l'Insee en 2022.
Elle est située hors unité urbaine. Par ailleurs la commune fait partie de l'aire d'attraction d'Autun, dont elle est une commune de la couronne,. Cette aire, qui regroupe 42 communes, est catégorisée dans les aires de moins de 50 000 habitants,.

### Occupation des sols
L'occupation des sols de la commune, telle qu'elle ressort de la base de données européenne d’occupation biophysique des sols Corine Land Cover (CLC), est marquée par l'importance des territoires agricoles (53,4 % en 2018), une proportion sensiblement équivalente à celle de 1990 (52,6 %). La répartition détaillée en 2018 est la suivante : prairies (47,7 %), forêts (44,5 %), zones agricoles hétérogènes (4 %), eaux continentales (2,1 %), terres arables (1,7 %). L'évolution de l’occupation des sols de la commune et de ses infrastructures peut être observée sur les différentes représentations cartographiques du territoire : la carte de Cassini (XVIIIe siècle), la carte d'état-major (1820-1866) et les cartes ou photos aériennes de l'IGN pour la période actuelle (1950 à aujourd'hui).

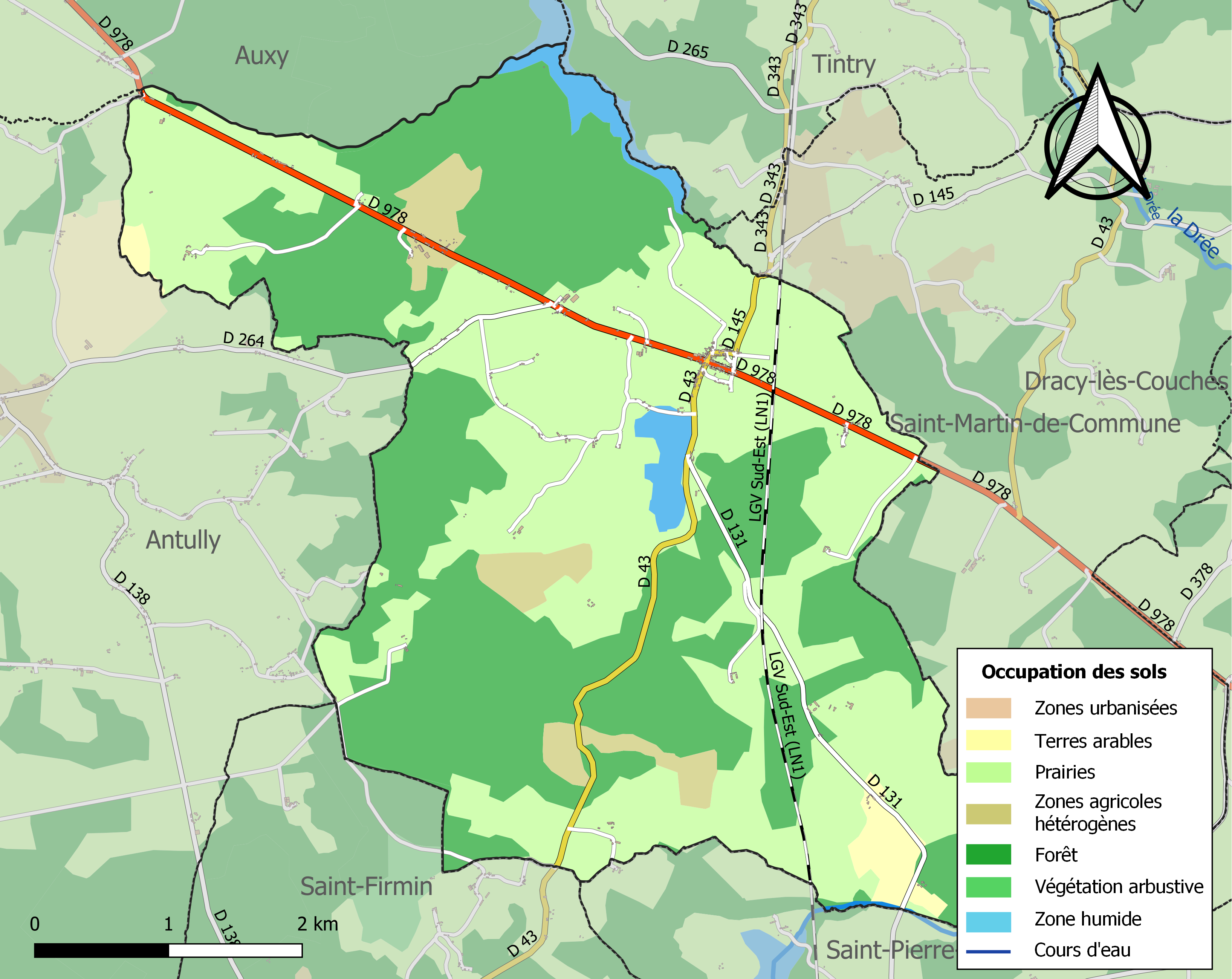
Carte des infrastructures et de l'occupation des sols de la commune en 2018 (CLC).

## Toponymie
Le village, dénommé Saint-Émiland depuis le XVIe siècle, doit son nom à Émilien, ou Émiland, évêque de Nantes mort en 725 près d'Autun en luttant contre les Sarrasins. Selon la légende, une fontaine jaillit à l'endroit où il fut tué. Le village s'appelait, antérieurement, Saint-Jean-de-Luze.
Les prénoms Émiland et Émilande restent fréquents dans la région jusqu'au XIXe siècle.

## Histoire
Roger de Bussy-Rabutin naît au château d'Épiry en 1618.

## Politique et administration
| Période                                  | Période  | Identité     | Étiquette | Qualité |
| ---------------------------------------- | -------- | ------------ | --------- | ------- |
| mars 2001                                | en cours | Jean Simonin |           |         |
| Les données manquantes sont à compléter. |          |              |           |         |

## Démographie
L'évolution du nombre d'habitants est connue à travers les recensements de la population effectués dans la commune depuis 1793. Pour les communes de moins de 10 000 habitants, une enquête de recensement portant sur toute la population est réalisée tous les cinq ans, les populations de référence des années intermédiaires étant quant à elles estimées par interpolation ou extrapolation. Pour la commune, le premier recensement exhaustif entrant dans le cadre du nouveau dispositif a été réalisé en 2004.

En 2022, la commune comptait 307 habitants, en évolution de −14,72 % par rapport à 2016 (Saône-et-Loire : −1,06 %, France hors Mayotte : +2,11 %).
| 1793 | 1800 | 1806 | 1821 | 1831 | 1836 | 1841 | 1846 | 1851 |
| ---- | ---- | ---- | ---- | ---- | ---- | ---- | ---- | ---- |
| 903  | 917  | 886  | 898  | 926  | 907  | 925  | 950  | 932  |

| 1856 | 1861 | 1866 | 1872 | 1876 | 1881 | 1886 | 1891 | 1896 |
| ---- | ---- | ---- | ---- | ---- | ---- | ---- | ---- | ---- |
| 923  | 893  | 929  | 884  | 958  | 984  | 948  | 867  | 829  |

| 1901 | 1906 | 1911 | 1921 | 1926 | 1931 | 1936 | 1946 | 1954 |
| ---- | ---- | ---- | ---- | ---- | ---- | ---- | ---- | ---- |
| 761  | 754  | 721  | 569  | 528  | 527  | 545  | 503  | 478  |

| 1962 | 1968 | 1975 | 1982 | 1990 | 1999 | 2004 | 2006 | 2009 |
| ---- | ---- | ---- | ---- | ---- | ---- | ---- | ---- | ---- |
| 441  | 453  | 393  | 340  | 299  | 319  | 309  | 300  | 322  |

| 2014 | 2019 | 2022 | - | - | - | - | - | - |
| ---- | ---- | ---- | - | - | - | - | - | - |
| 342  | 310  | 307  | - | - | - | - | - | - |

## Culture locale et patrimoine

### Lieux et monuments
Parmi les principales richesses patrimoniales de Saint-Émiland figurent :
- le château d'Épiry, maison forte du XVe siècle, remaniée au XVIe siècle et au XVIIIe siècle ; chapelle du château ;
- l'église du XVe siècle, dans laquelle est conservé un reliquaire de saint Émilien et dont le clocher abrite trois cloches dont deux figurant parmi les plus anciennes du diocèse d'Autun (fondues au XVIe siècle[18]) ;
- l'oratoire gothique du cimetière ;
- la fontaine guérisseuse de Saint-Émiland ;
- l'étang de Saint-Émiland ;
- la pierre dite « Guénachère »[19], à laquelle la légende attribue le nom de « Buffet de Saint-Milan », car les traces de taille, visibles sur les deux faces, évoquent les miches de pain qui seraient tombées du ciel pour nourrir les combattants chrétiens (en réalité, il s’agit manifestement de tentatives d’extraction de meules, dont l’une inachevée, sur un bloc de grès dont l’aspect abrasif se prêtait bien à cet usage)[20] ;
- le lac de retenue de Pont-du-Roi ;
- les carrières ;
- Stèle funéraire et sarcophages antiques, au cimetière ;
- les lavoirs d'Echarvy et du Pont-d'Argent, restaurés en 2005[21].

### Personnalités liées à la commune
- Roger de Bussy-Rabutin, comte de Bussy, dit Bussy-Rabutin (Roger de Bussy-Rabutin), né au château d'Épiry, commune de Saint-Emiland, le 3 avril 1618 et mort à Autun le 9 avril 1693, est un écrivain français, célèbre par son esprit et sa causticité.
- Charles Ozanon (1835-1909), botaniste de renommée internationale à qui l'on doit un herbier particulièrement riche qui a été légué à la Société d'histoire naturelle d'Autun et ses travaux sur la greffe de la vigne qui eurent une importance considérable dans le renouveau du vignoble bourguignon après la crise du phylloxéra[22].

## Pour approfondir